# تولیدمثل پستانداران

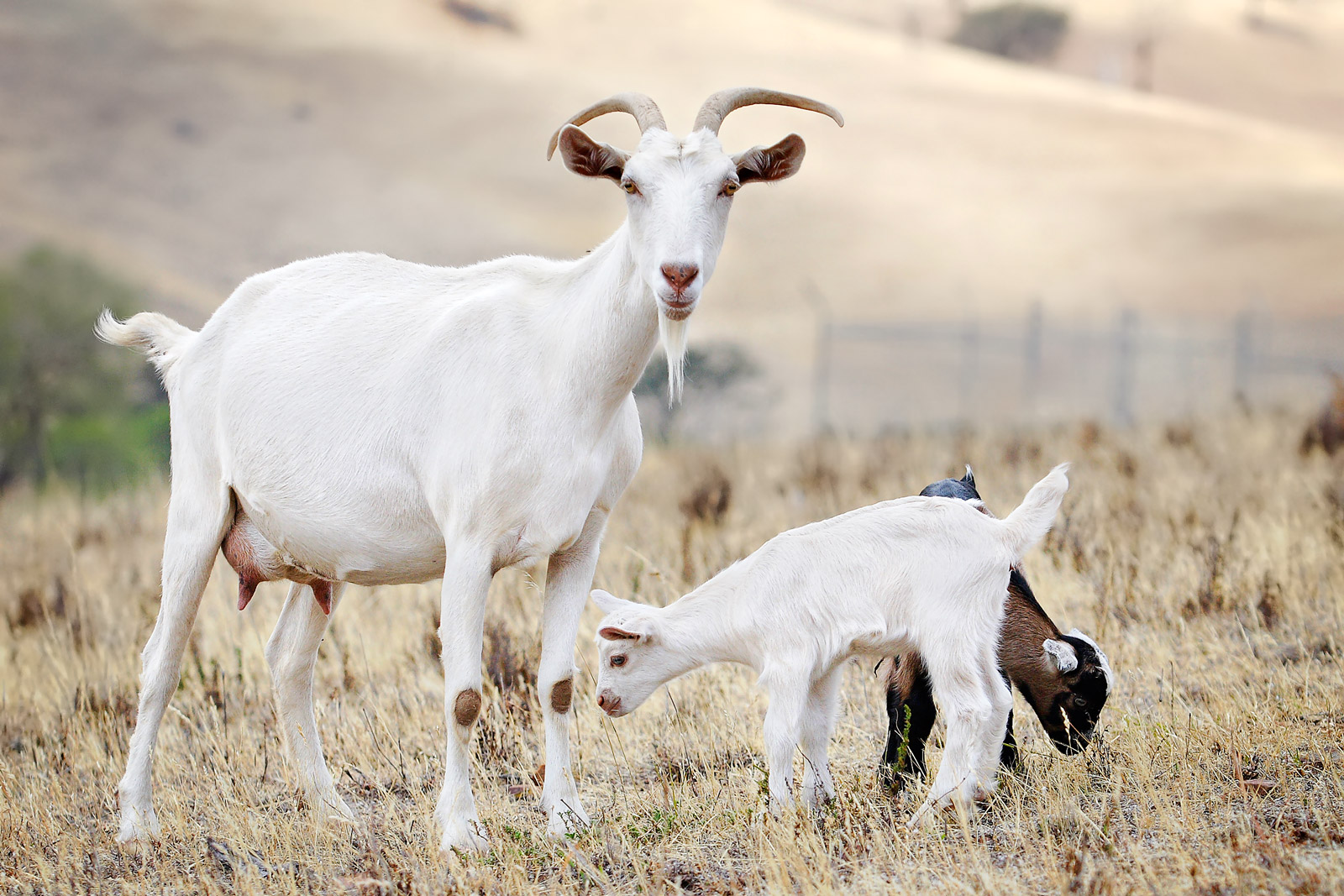
بچه بزها تا زمانی که از شیر گرفته شوند در کنار مادرشان می‌مانند.

بیشتر پستانداران زنده‌زا هستند و نوزاد زنده به دنیا می‌آورند. با این حال، پنج گونه تک‌سوراخیان، نوک‌اردکی و مورچه‌خورک، تخم می‌گذارند. تک‌سوراخیان دارای سیستم تعیین جنسیت متفاوت از اکثر پستانداران دیگر هستند. به ویژه، کروموزوم‌های جنسی نوک‌اردکی بیشتر شبیه کروموزوم‌های مرغ است تا پستانداران ددپا.
غده شیری پستانداران برای تولید شیر، مایعی که توسط نوزادان به عنوان منبع اصلی تغذیه آنها بهره‌گیری می‌شود، تخصص دارند. تک‌سوراخیان زودتر از پستانداران دیگر منشعب شدند و پستانک‌هایی که در بیشتر پستانداران دیده می‌شود را ندارند، اما غده شیری دارند. بچه‌ها شیر را از یک لکه پستانی روی شکم مادر می‌لیسند.
پستانداران زنده‌زا در زیرردهٔ ددان هستند. آنهایی که امروزه زندگی می‌کنند، در فرورده‌های کیسه‌داران و جفت‌داران هستند. کیسه‌داران دوره بارداری کوتاه‌تری دارد، معمولاً کوتاه‌تر از چرخه فحلی‌اش، و نوزادی به دنیا می‌آورد که رشدنیافته است (دیررس) که سپس رشد بیشتری را تجربه می‌کند. در بسیاری از گونه‌ها، این رخداد در یک کیسه‌مانند، کیسه‌دار، واقع در جلوی شکم مادر رخ می‌دهد. برخی از جفت‌ها، به عنوان مثال خوکچه هندی، معمولاً پس از دوره‌های طولانی حاملگی، نوزادان کاملاً رشدیافته (زودرس) به دنیا می‌آورند، در حالی که برخی دیگر، مانند موش، بچه‌های کم‌رشدی به دنیا می‌آورند.

## سیستم تولیدمثلی

### پستانداران جفت‌دار

##### حاملگی

گام‌های آغازین جنین‌زایی انسان

بارداری که در انسان حاملگی نامیده می‌شود، دوره زمانی است که در طی آن جنین رشد می‌کند و از طریق میتوز در درون ماده تقسیم می‌شود. در این مدت، جنین تمام مواد مغذی و خون اکسیژن‌دار خود را از ماده دریافت می‌کند که از طریق جفت فیلترشده و از طریق بند ناف به شکم جنین متصل می‌شود. این تخلیه مواد مغذی می‌تواند برای زن، که باید سطوح کمی بالاتر از کالری دریافت کند، بسیار زیان‌بار است. افزون بر این، برخی ویتامین‌ها و دیگر مواد مغذی به مقدار بیشتر از اندازه معمول مورد نیاز هستند که اغلب سبب ایجاد عادت غذایی غیرعادی می‌شوند. طول بارداری که دوره بارداری نامیده می‌شود، از گونه‌ای به گونه دیگر بسیار متفاوت است. در انسان ۴۰ هفته، در زرافه ۵۶ تا ۶۰ و در همستر ۱۶ روز است.

##### تولد
هنگامی که جنین به اندازه کافی رشد کرد، سیگنال‌های شیمیایی فرایند تولد را آغاز می‌کند که با انقباض‌های رحم و گشاد شدن دهانه رحم آغاز می‌شود. سپس جنین به سوی دهانه رحم پایین می‌آید، جایی که به درون واژن و در نهایت از بدن ماده خارج می‌شود. نوزاد تازه متولدشده که در انسان شیرخوار نامیده می‌شود، معمولاً باید اندکی پس از تولد، تنفس خود را آغاز کند. پس از مدتی جفت نیز دفع می‌شود.

### تک‌سوراخیان
تک‌سوراخیان که تنها پنج گونه از آنها وجود دارد، همگی از استرالیا و گینه نو هستند، پستاندارانی هستند که تخم می‌گذارند. آنها یک دهانه برای دفع و تولیدمثل دارند که پارگین نامیده می‌شود. آنها تخم‌ها را به مدت چند هفته در درون بدن نگه می‌دارند و مواد مغذی را فراهم می‌کنند و سپس آنها را می‌گذارند و مانند پرندگان روی آنها را می‌پوشانند. مانند «کیسه‌دارها»، نوزادان «تک‌سوراخیان» مانند لارو و جنین هستند، زیرا مانند آنها نمی‌توانند تنه خود را به دلیل وجود استخوان‌های اپیپوبیک گسترش دهند و آنها را ناچار به تولید بچه‌های رشدنیافته می‌کند.

### کیسه‌داران
سیستم تولیدمثلی کیسه‌داران به‌طور چشمگیری با پستانداران جفت‌دار تفاوت دارد، اگرچه احتمالاً این وضعیت نزدیک‌ریختی است که در پستانداران زنده‌زا، از جمله هوددان بدون جفت یافت می‌شود. در طول رشد جنینی، جفت کوریوویتلین در همه کیسه‌داران تشکیل می‌شود. در باندیکوت‌ها، جفت کوریوآلانتوئیک اضافی تشکیل می‌شود، اگرچه بدون پرزهای کوریونی موجود در جفت هوددان است.

## گامت‌زایی
جانوران، از جمله پستانداران، از طریق میوز در غدد جنسی (بیضه‌ها در نرها و تخمدان‌ها در ماده‌ها) گامت‌ها (اسپرم و تخمک) تولید می‌کنند. اسپرم از طریق فرایند اسپرم‌زایی و تخمک توسط تخمک‌زایی تولید می‌شود. این فرایندها در مقاله گامت‌زایی بیان شده‌است. در طول گامت‌زایی در پستانداران، بسیاری از ژن‌های کدکننده پروتئین‌هایی که در سازوکارهای بازسازی DNA شرکت می‌کنند، بیان پیشرفته یا تخصصی را نشان می‌دهند. این سازوکارها شامل بازسازی نوترکیبی همولوگ میوز و ترمیم بدتطبیقی است.